# Army of the Potomac
De Army of the Potomac (leger van de Potomac) was het grootste en belangrijkste Noordelijke leger tijdens de Amerikaanse Burgeroorlog. Het leger werd ingezet aan het oostelijke front en nam het voornamelijk op tegen de Zuidelijke Army of Northern Virginia dat onder leiding stond van generaal Robert E. Lee.

## Geschiedenis
De oorsprong van het leger gaat terug tot 1861. Het was aanvankelijk een korps en had de naam Army of Northeastern Virginia. Het werd aangevoerd door brigadegeneraal Irvin McDowell. Dit leger vocht de eerste grote slag van de oorlog, de Eerste Slag bij Bull Run, uit en verloor. Nadat generaal-majoor George B. McClellan in Washington D.C. arriveerde, werd een grote reorganisatie doorgevoerd. McClellan kreeg in eerste instantie het bevel over de Division of the Potomac waaronder het Departement of Northeast Virginia van McDowell en het Departement of Washington van brigadegeneraal John K. Mansfield ressorteerden. Op 26 juli 1861 werd het Departement of Shenadoah, onder leiding van generaal-majoor Nathaniel P. Banks, samengevoegd met dat van McClellan. Zo ontstond de Army of the Potomac. Alle eenheden van de departementen werden opgenomen in dit nieuwe leger. De soldaten van Banks werden omgevormd tot een infanteriedivisie. Het leger werd ingedeeld in vier korpsen. Tijdens de Schiereilandveldtocht werden er nog twee korpsen gecreëerd. Na de Tweede Slag bij Bull Run werden de eenheden van generaal-majoor John Pope opgenomen in de Army of the Potomac.
Tijdens de oorlog onderging het leger vele hervormingen. Onder Ambrose Burnside werd het leger ingedeeld in drie divisies die telkens uit twee korpsen bestonden. Ook werd een reserve van twee korpsen gevormd. Joseph Hooker schafte de divisies weer af. Er bleven zeven korpsen in Virginia die rechtstreeks rapporteerden aan het hoofdkwartier van het leger. Ook legde Hooker de basis voor een cavalerie korps. In het najaar van 1863 werden twee korpsen naar het westelijke front gestuurd. De overgebleven vijf korpsen werden in 1864 samengevoegd tot drie korpsen. Burnsides IX Corps werd bij het begin van de Overlandveldtocht toegevoegd.
De Army of the Potomac nam deel aan bijna alle grote veldtochten aan het oostelijke front, voornamelijk in Virginia, Maryland en Pennsylvania. Het leger hield op te bestaan op 28 juni 1865 kort na de Grote parade van de legers.

## Generaals
- Brigadegeneraal Irvin McDowell: 27 mei – 25 juli 1861
- Generaal-Majoor George McClellan: 26 juli 1861 – 9 november 1862
- Generaal-Majoor Ambrose Burnside: 9 november 1862 – 26 januari 1863
- Generaal-Majoor Joseph Hooker: 26 januari – 28 juni 1863
- Generaal-Majoor George Meade: 28 juni 1863 – 28 juni 1865. Generaal-majoor John G. Parke nam het bevel op zich tijdens vier periodes waarbij Meade afwezig was. Toen Ulysses S. Grant bevorderd werd tot luitenant-generaal en het opperbevel van alle legers kreeg, voegde hij zijn hoofdkwartier bij het leger van Meade tussen mei 1864 en april 1865. Meade bleef echter bevelhebber van het leger.

## Veldslagen
De belangrijkste veldslagen waaraan dit leger deelnam waren:
- Eerste Slag bij Bull Run
- Zevendagenslag
- Tweede Slag bij Bull Run
- Slag bij Antietam
- Slag bij Fredericksburg
- Slag bij Chancellorsville
- Slag bij Gettysburg
- Bristoeveldtocht
- Slag in de Wildernis
- Slag bij Spotsylvania
- Slag bij Cold Harbor
- Beleg van Petersburg
- Appomattoxveldtocht